# Mille porte
Mille porte è un singolo del cantautore italiano Maninni, pubblicato il 25 novembre 2022.
Il brano venne presentato in concorso a Sanremo Giovani 2022, non riuscendo a piazzarsi tra i finalisti e non permettendo al cantautore di partecipare al Festival di Sanremo 2023.

## Descrizione
Il brano, scritto dallo stesso cantautore con Antonella Sgobio e Giovanni Pollex, è prodotto dallo stesso Maninni con Diego Calvetti e Giovanni Pollex.

## Video musicale
Il video musicale, diretto da Domenico Lamanna, è stato pubblicato in concomitanza all'uscita del brano attraverso il canale YouTube del cantautore.

## Tracce
Testi di Alessio Mininni, Antonella Sgobio e Giovanni Pollex, musiche di Alessio Mininni, Antonella Sgobio, Giovanni Pollex e Roberto William Guglielmi.
1. Mille porte – 2:49